# بريخيه هاينين
بريخیه هاينین (بالهولندية: Bregje Heinen)‏ (مواليد 5 مارس 1993) عارضة أزياء هولندية و أحد عارضات فيكتوريا سيكريت سابقة.

## روابط خارجية
- بريخيه هاينين على موقع IMDb (الإنجليزية)
- بريخيه هاينين على موقع دليل عارضات الأزياء (الإنجليزية)
- بريخيه هاينين على إنستغرام